# Čertovica (potok)
Čertovica je potok v horním Liptově, v jižní části okresu Liptovský Mikuláš. Je to pravostranný přítok Boce, měří 2,6 km a je vodním tokem IV. řádu.

## Pramen
Pramení jižně od obce Vyšná Boca na severoseverovýchodním svahu Čertovy svadby (1463,0 m n. m.) v nadmořské výšce přibližně 1210 m n. m.

## Popis toku
Teče v Nízkých Tatrách, přičemž tok Čertovice je součástí hranice mezi podcelky Ďumbierské Tatry na levém a Kráľovohoľské Tatry na pravém břehu. Od pramene teče nejprve severozápadním směrem, východně od sedla Čertovica (1238 m n. m.) se stáčí dále pokračuje víceméně severoseverovýchodným směrem. Na středním toku přibírá přítok (1009,2 m n. m.; 1,6 km) ze severovýchodního svahu Čertovy svadby a protéká intravilánem obce Vyšná Boca. Přímo ve středu obce ústí v nadmořské výšce cca 960 m n. m. do Boce.